# Pholeomyia anomala
Pholeomyia anomala är en tvåvingeart som beskrevs av Friedrich Georg Hendel 1933. Pholeomyia anomala ingår i släktet Pholeomyia och familjen sprickflugor. Inga underarter finns listade i Catalogue of Life.